# 明安答儿 (克烈)
明安答儿（？—1253年），蒙古帝国官員，克烈部人，槊直腯魯華之子，撒吉思卜华之弟。
撒吉思卜华死后，国王塔思承制，以明安答儿领其兄长的行营，窝阔台有旨以他为蒙古汉军万户。明安答儿善于骑射，参与南征淮安，因粮于敌，粮食未尝匮乏，军士免负担之劳，都很高兴。1253年，蒙哥派他跟随昔烈门太子南伐宋朝，死于钧州。有五子，长子腯虎，幼子普阑溪，官至光禄大夫、徽政使。明安答儿后来赠太保，谥武毅，封卫国公。